# Elena Gheorghe
Elena Gheorghe (romanès: Ilena Gheorghi)  (Bucarest, 30 de juliol de 1985) és una cantant romanesa d'ascendència aromana. Elena és una cantant de pop tradicional tot i que també ho és de pop internacional.

## Eurovisió 2009
Elena Gheorghe es va presentar al festival d'Eurovisió 2009 per Romania. La cançó anomenada "The Balkan girls" ("Les noies dels Balcans"), va passar a la final des de la primera semifinal. A la final va actuar en el nº 22 de 25 i va quedar 19a de 25 quant a resultats. Va obtenir 40 punts.

## Carrera musical
Va començar a cantar amb Mandinga, una banda de gran èxit en el gènere llatí a principis de 2003. El 2005 deixà el grup per iniciar la seva carrera en solitari. Com a Elena Gheorghe ha gravat cinc discs: Vocea ta (2006), Lilicea Vreairei (2008), Te ador (2008), Disco Romancing (2012) i Lunâ Albâ (2019). Les seves famoses cançons anomenades "The Balkan girls" i "He's Italiano" es troben a Te ador.

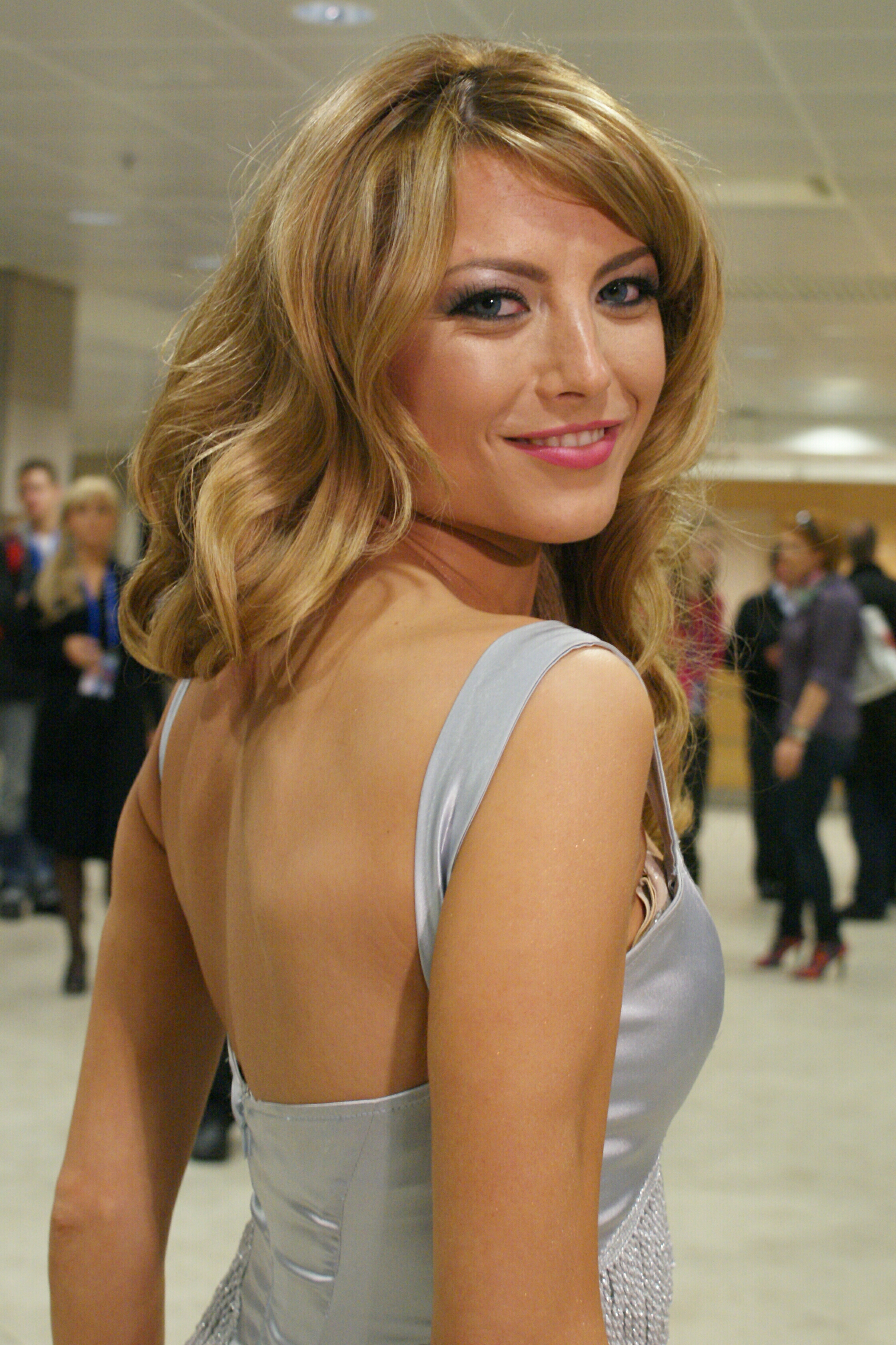
Fotografía d'Elena Gheorghe
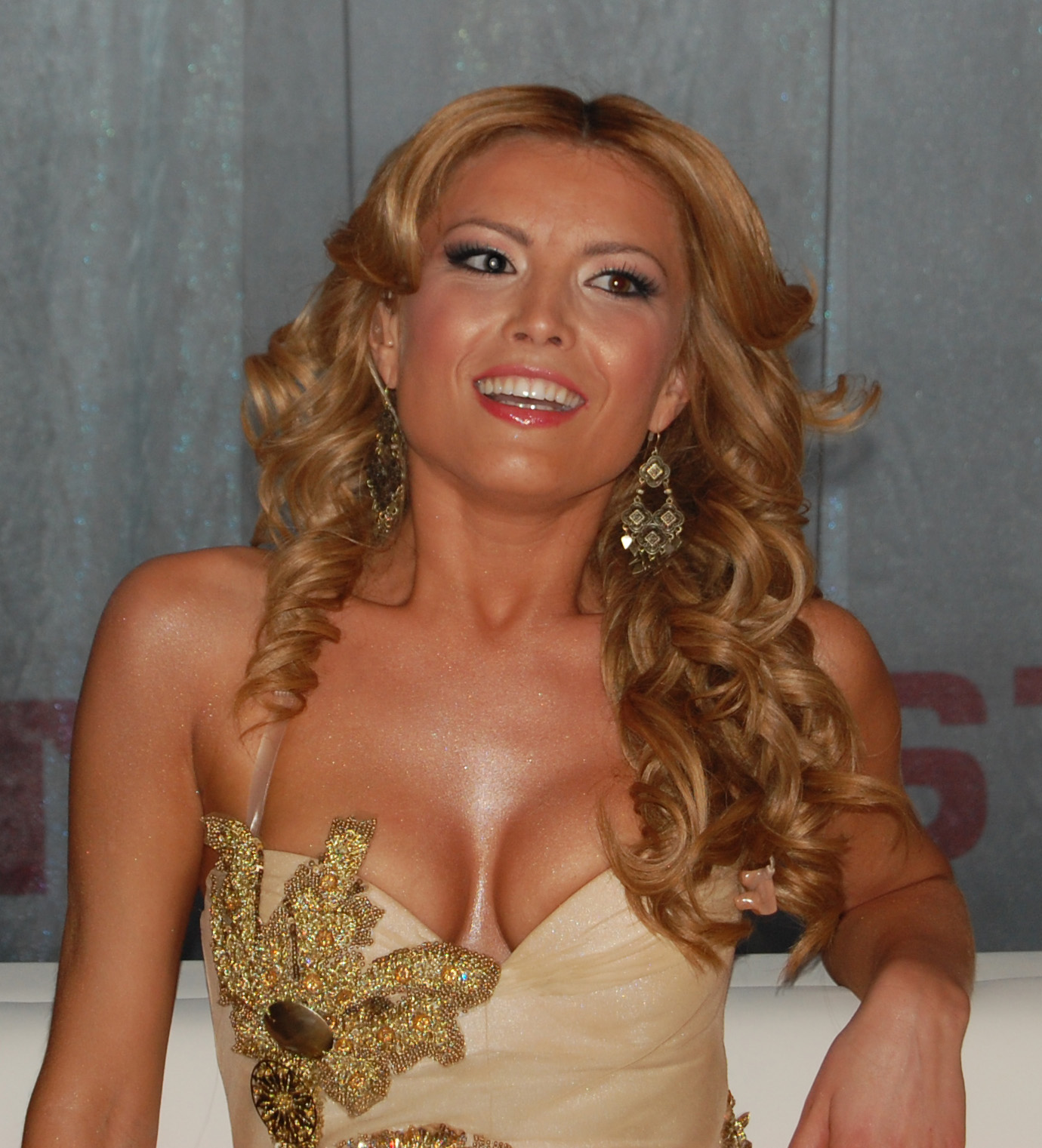
Elena en el festival d'Eurovisió 2009